# Kayala Airline
Kayala Airline war eine saudische Fluggesellschaft mit Sitz und Heimatbasis in Dschidda. Sie befand sich im alleinigen Eigentum der National Air Services.

## Geschichte
Die Gesellschaft wurde im Juni 2005 unter dem Namen Al-Khayala gegründet, am 6. Mai 2008 wurde sie in Kayala Airline umbenannt.
Am 1. April 2009 stellte die Fluggesellschaft aufgrund von Insolvenz (auch bedingt durch die Wirtschaftskrise) den Flugbetrieb ein.

## Flugziele
Kayala Airline führte Linien- und Charterflüge innerhalb Saudi-Arabiens sowie in benachbarte Länder durch. Angeflogen wurden beispielsweise Riad, Dammam, Dubai, Beirut und Kairo.

## Flotte
Zuletzt bestand die Flotte der Kayala Airline aus vier Flugzeugen:
- 3 Airbus A319-100 (betrieben durch National Air Services)
- 1 Airbus A320-200 (betrieben durch National Air Services)